# Polygrammodes hyalodiscalis
Polygrammodes hyalodiscalis là một loài bướm đêm trong họ Crambidae.